# Florent Da Silva
Florent Sanchez Da Silva (auch Florent Sanchez; * 2. April 2003 in Vaulx-en-Velin) ist ein französisch-spanischer Fußballspieler.

## Karriere

### Verein
Da Silva begann seine fußballerische Ausbildung beim USM Meyzieu, ehe er 2010 in die Jugendakademie von Olympique Lyon wechselte. 2018/19 spielte er dort zwei Spiele in der Youth League. Auch in der Folgesaison spielte er in der U19, aber auch in der Zweitmannschaft. Die darauf folgenden Saison bestritt er zunächst nur in der zweiten Mannschaft und spielte dort achtmal. Am 6. Februar 2021 (24. Spieltag) debütierte er bei einem 3:0-Sieg über Racing Straßburg, als er in der 88. Minute für Karl Toko Ekambi ins Spiel kam. Ende Januar 2022 wurde er, nachdem er 2021/22 nur noch in der Reserve spielte, in die National an den FC Villefranche verliehen. Im Anschluss kehrte er für einige Monate nach Lyon zurück, wurde aber bei keinem Spiel eingesetzt. Anfang 2023 erfolgte eine Ausleihe bis Saisonende an den niederländischen Verein FC Volendam. Für diesen bestritt er 13 von 20 möglichen Ligaspielen.
Nachdem er in der Saison 2023/24 zunächst wieder zum Kader von Lyon gehört hatte, wurde er Ende Juli für die folgende Spielzeit an den Aufsteiger in die belgische Division 1A RWD Molenbeek ausgeliehen. Dort erzielte er in 13 Ligaspielen zwei Treffer und kehrte nach Lyon zurück, wo er erneut nur in der Reservemannschaft zum Einsatz kam. Am 29. November 2024 wechselte Da Silva dann fest zur US Orléans in die drittklassige National 1.

### Nationalmannschaft
Von 2019 bis 2023 bestritt der Mittelfeldakteur insgesamt 19 Partien für diverse französische Jugendnationalmannschaften und erzielte dabei drei Treffer. Mit der U-20-Auswahl nahm er 2023 an der Weltmeisterschaft in Argentinien teil und wurde dort in allen drei Gruppenspielen eingesetzt.